# كونور غورملي
كونور غورملي (بالإنجليزية: Conor Gormley)‏ هو لاعب كرة القدم الغالية بريطاني، ولد في 10 أكتوبر 1980 في مقاطعة تيرون في المملكة المتحدة.